# Zeroconf
Zeroconfig (zero-configuration networking) – zestaw technik, które automatycznie tworzą użyteczny adres IP bez dodatkowej konfiguracji czy specjalnych serwerów. Dzięki temu przeciętny użytkownik może łączyć komputery, drukarki sieciowe i inne urządzenia sieciowe. Bez Zeroconfig użytkownik musi zainstalować i skonfigurować specjalne usługi jak DHCP i DNS, lub ręcznie ustawiać wymagane dane na każdym komputerze, co może być trudne i czasochłonne, szczególnie dla osoby nietechnicznej.
Zeroconfig obecnie dostarcza usługi:
- Tworzy numeryczny adres sieciowy dla urządzenia
- Automatycznie nadaje i odbiera nazwy hostów
- Automatycznie wykrywa urządzenia i usługi w sieci, np. drukarki, serwery FTP (wykrywanie usług)